# Simulacro
Um simulacro (do latim simulacrum, que significa semelhança, aparência) é uma representação ou imitação de uma pessoa ou coisa. A palavra foi registrada pela primeira vez na língua inglesa no final do século XVI, usada para descrever uma representação, como uma estátua ou uma pintura, especialmente de um deus. No final do século XIX, o conceito havia reunido uma associação secundária de inferioridade: uma imagem sem a substância ou as qualidades do original. O crítico literário Fredric Jameson oferece o fotorrealismo como exemplo de simulacro artístico, no qual uma pintura é criada copiando uma fotografia que é ela própria uma cópia da coisa real. Outras formas de arte que brincam com simulacros incluem trompe-l'oeil, pop art, neorrealismo italiano e a nouvelle vague.

## Filosofia

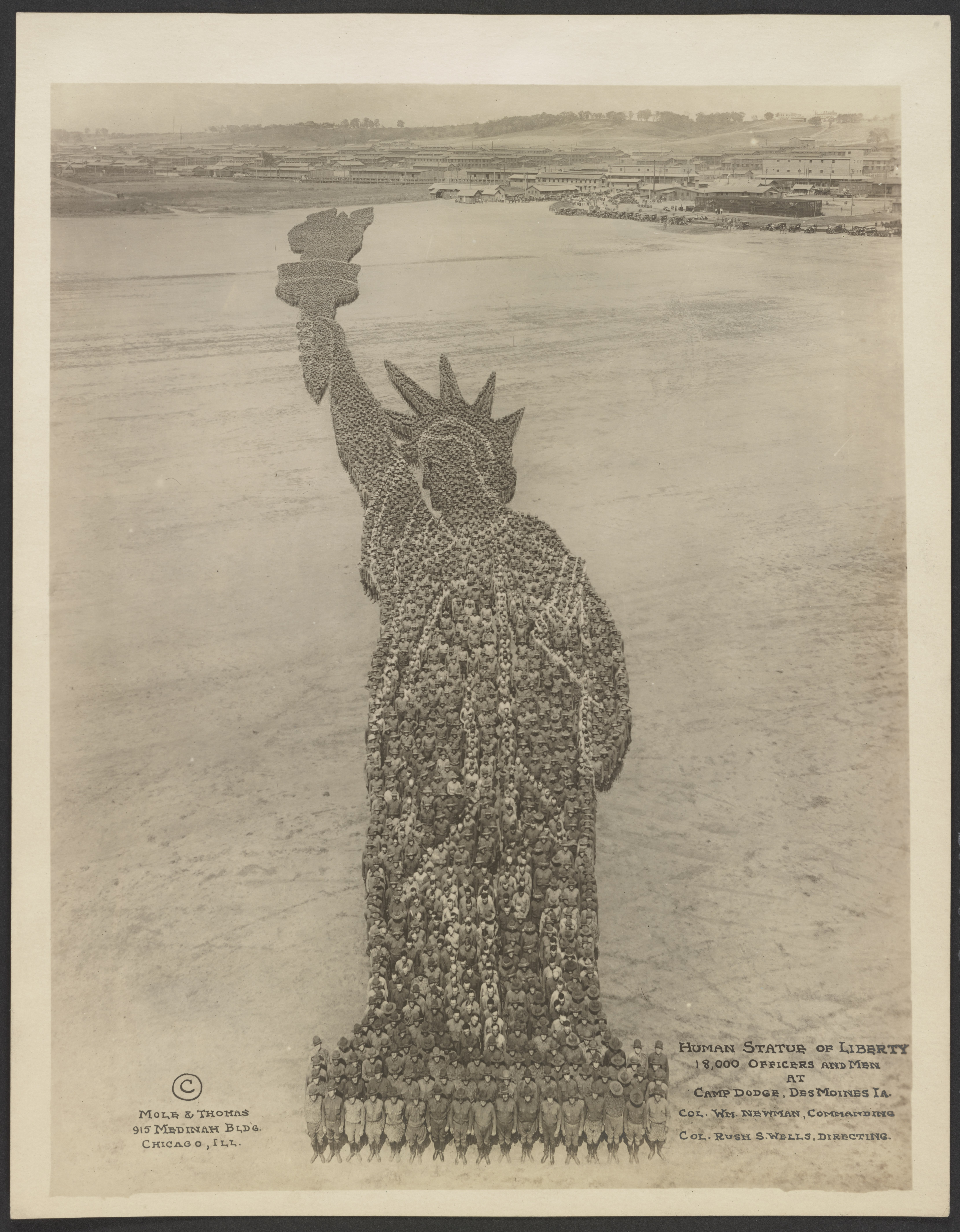
Mole & Thomas, Human Statue of Liberty (1919) – há 12.000 pessoas na chama da tocha, 6.000 no resto da forma. Platão estava se referindo a uma ilusão de ótica como essa em sua discussão sobre simulacros.

Os simulacros há muito tempo interessam aos filósofos. Em seu Sofista, Platão fala de dois tipos de criação de imagens. A primeira é uma reprodução fiel, tentando copiar com precisão o original. A segunda é distorcida intencionalmente para fazer com que a cópia pareça correta aos telespectadores. Ele dá o exemplo da estatuária grega, que foi maior trabalhada na parte superior do que na parte inferior para que os espectadores no chão a vissem corretamente. Se pudessem vê-lo em escala, perceberiam que estava malformado. Este exemplo das artes visuais serve como uma metáfora para as artes filosóficas e para a tendência de alguns filósofos de distorcer a verdade para que pareça precisa, a menos que seja vista do ângulo adequado. Nietzsche aborda o conceito de simulacro (mas não usa o termo) no Crepúsculo dos Ídolos, sugerindo que a maioria dos filósofos, ao ignorarem a absorção confiável dos seus sentidos e recorrerem às construções da linguagem e da razão, chegam a uma cópia distorcida da realidade.
O semioticista e teórico social francês Jean Baudrillard argumenta em Simulacros e Simulação que um simulacro não é uma cópia do real, mas se torna verdade por si só: o hiperreal. Segundo Baudrillard, o que o simulacro copia ou não tinha original ou não tem mais original, pois um simulacro significa algo que não é e, portanto, deixa o original impossível de ser localizado. Onde Platão via dois tipos de representação – fiel e intencionalmente distorcida (simulacro) – Baudrillard vê quatro: (1) reflexão básica da realidade; (2) perversão da realidade; (3) fingimento de realidade (onde não há modelo); e (4) simulacro, que “não tem qualquer relação com qualquer realidade”. No conceito de Baudrillard, assim como no de Nietzsche, os simulacros são percebidos como negativos, mas outro filósofo moderno que abordou o tema, Gilles Deleuze, tem uma visão diferente, vendo os simulacros como o caminho pelo qual um ideal aceito ou posição privilegiada poderia ser desafiado e derrubado. Deleuze define simulacros como “aqueles sistemas em que o diferente se relaciona com o diferente por meio da própria diferença. O essencial é que não encontremos nesses sistemas nenhuma identidade anterior, nenhuma semelhança interna”.
Alain Badiou, ao falar com referência ao nazismo sobre o mal, escreve, "a fidelidade a um simulacro, ao contrário da fidelidade a um acontecimento, regula a sua ruptura com a situação não pela universalidade do vazio, mas pela particularidade fechada de um conjunto abstrato (...) (os alemães ou os arianos)".

## Recreação
Os simulacros recreativos incluem reconstituições de eventos históricos ou réplicas de marcos históricos, como Colonial Williamsburg e a Torre Eiffel, e construções de ideias ficcionais ou culturais, como o Magic Kingdom da The Walt Disney Company. Os vários parques da Disney foram considerados os simulacros recreativos definitivos por alguns filósofos, com Baudrillard observando que o Walt Disney World Resort é uma cópia de uma cópia, ou "um simulacro elevado à segunda potência". Em 1975, o autor italiano Umberto Eco argumentou que nos parques da Disney, “não só desfrutamos de uma imitação perfeita, mas também da convicção de que a imitação atingiu o seu ápice e depois a realidade será sempre inferior a ela”. Examinando o impacto do simulacro de parques nacionais da Disney, o Disney's Wilderness Lodge, a ambientalista Jennifer Cypher e o antropólogo Eric Higgs expressaram preocupação de que "a fronteira entre artificialidade e realidade se tornará tão tênue que o artificial se tornará o centro do valor moral". Eco também se refere aos comentários sobre assistir esportes como esportes elevado a três, ou esportes ao cubo. Primeiro, estão os jogadores que participam do esporte (o real), depois os espectadores que apenas o presenciam e, por fim, o comentário sobre o ato de presenciar o esporte. O artista visual Paul McCarthy criou instalações inteiras baseadas em Piratas do Caribe e simulacros de parques temáticos, com vídeos sendo reproduzidos dentro da instalação.

## Caricatura
Um exemplo interessante de simulacro é a caricatura. Quando um artista produz um desenho que se aproxima muito das características faciais de uma pessoa real, o tema do esboço não pode ser facilmente identificado por um observador aleatório; pode ser confundido com a semelhança de qualquer indivíduo. No entanto, um caricaturista exagera características faciais proeminentes, e o espectador perceberá essas características e será capaz de identificar o sujeito, mesmo que a caricatura tenha muito menos semelhança real com o sujeito.

## Iconografia
Robert Beer emprega o termo simulacro para denotar a formação de um signo ou imagem iconográfica, seja icônico ou anicônico, na paisagem ou no campo maior da arte Thangka e da iconografia budista tântrica. Por exemplo, uma representação iconográfica de uma formação de nuvens abrigando uma divindade em um agradecimento ou cobrindo o auspício de uma montanha sagrada no ambiente natural pode ser discernida como um simulacro de um dossel auspicioso (sânscrito: Chhatra) do Ashtamangala. As percepções das imagens religiosas nos fenômenos naturais aproximam-se de um universal cultural e podem ser apresentadas como evidência do envolvimento espiritual criativo natural do ambiente experienciado, endêmico à psicologia humana.

## Como seres artificiais
Os simulacros aparecem frequentemente na ficção especulativa. Exemplos de simulacros no sentido de formas de vida artificiais ou criadas de forma sobrenatural ou científica incluem:
- Autômato – Um robô autônomo.
- Androides criados para se passarem por seres humanos em vários romances de Philip K. Dick (chamados de simulacras em We Can Build You, The Simulacra, Now Wait for Last Year, Clans of the Alphane Moon, The Penultimate Truth e replicantes em Do Androids Dream of Electric Sheep? e sua adaptação cinematográfica, Blade Runner).
- Pinóquio de Carlo Collodi – Um boneco que ganha vida.
- Máquina de experiência – Um experimento mental apresentado por Robert Nozick em seu livro Anarchy, State, and Utopia, no qual qualquer experiência desejável pode ser simulada.
- Feathertop – Um espantalho criado e trazido à vida por uma bruxa.
- Monstro de Frankenstein de Frankenstein - Uma criação de Victor Frankenstein feita de várias partes do corpo. O Monstro de Frankenstein também foi adaptado na DC Comics e na Marvel Comics, assim como por diversos outros autores, como Junji Ito.
  - O filme da Universal Studios A Noiva de Frankenstein, apresentou o monstro titular que foi feito com a colaboração de Henry Frankenstein e do Doutor Septimus Pretorius.
- Metrópolis de Fritz Lang – Apresentando Maria, a robotrix.
- Galatea de Metamorfoses – Uma estátua de uma mulher criada por Pigmaleão e trazida à vida por Afrodite.
- Gárgulas – Estátuas esculpidas para se parecerem com monstros.
- Hatsune Miku e outros Vocaloids.
- Hologramas – Imagens computadorizadas de qualquer coisa.
- Homúnculo – Pequenos humanóides em miniatura criados através da alquimia.
- Jack Pumpkinhead - A forma Tip da Princesa Ozma o criou a partir de uma lanterna de abóbora e galhos de árvores.
- RUR de Karel Čapek - Originou a palavra robô .
- Neutrinos de Solaris – Uma raça de criaturas feitas a partir das memórias dos humanos.
- Nomu - Criaturas de My Hero Academia. Também conhecidos como Humanos Artificiais.
- Pintosmalto – Estátua de um homem feito pelo homem com grandes quantidades de açúcar e amêndoas doces, água perfumada, almíscar e âmbar, jóias diversas, fio de ouro, e sobretudo um cocho e uma espátula de prata que foi trazido à vida por uma Deusa do Amor.
- Realm of the Mad God tem vários inimigos considerados simulacros no universo. Mais notavelmente, a encarnação de Oryx, o Deus Louco, contra a qual o jogador luta na Câmara de Oryx, é explicitamente declarada por Oryx como não sendo sua forma real.
- Robôs
- Soldado Simulacrum – Soldados robóticos com mentes humanas empregados pelo IMC e pela Frontier Militia no universo Titanfall. Embora tenham uma semelhança superficial com o espectro BRD-01 comumente utilizado, os Simulacras são, em vez disso, mentes humanas carregadas em corpos robóticos. Um simulacro pode ser considerado uma forma de transumanismo.
  - Revenant – Um exemplo de seu spinoff, Apex Legends, uma lenda jogável que possui a mente de um ex-assassino humano.
  - Ash – Também um exemplo, presente tanto em Titanfall 2 quanto em Apex Legends.
- Feitiço de Simulacro – Um feitiço de ilusão de Dungeons & Dragons que cria uma duplicata parcialmente real de alguém, embora tenha apenas metade do poder e das habilidades do original.
- Snegurochka – Uma garotinha feita de neve.
- Esquadrão Supremo da América – Na Marvel Comics, o Esquadrão Supremo da América é revelado como simulacros criados por Mephisto e programados pela Power Elite para que Phil Coulson possa torná-los uma equipe de super-heróis patrocinada pelos Estados Unidos.
- Exército de Terracota - Esculturas de terracota dos exércitos de Qin Shi Huang.
- The Gingerbread Man – Um boneco de gengibre que ganhou vida.
  - O personagem John Dough também era um boneco de gengibre que ganhou vida.
- O Golem do folclore judaico – Uma criação de um rabino feita de barro que foi colhido nas margens do Moldava.
- Polegarzinha – Uma garotinha criada por uma bruxa.
- Shabti – estatuetas egípcias.
- Vasilisa, a Bela – Uma boneca que ganhou vida.
- Wirehead – Uma hipotética aplicação futurística de recompensa de estimulação cerebral onde o prazer é induzido artificialmente.

## Arquitetura
A arquitetura é uma forma especial de simulacro.
No seu livro Simulacros e Simulação, Jean Baudrillard descreve o efeito Beaubourg em que o Centro Pompidou funciona como um monumento de uma simulação em massa que absorve e devora toda a energia cultural das áreas circundantes. Segundo Baudrillard, o Centro Pompidou é “uma máquina de fazer o vazio”.
Um uso cotidiano do simulacro são as fachadas falsas, utilizadas durante as reformas para esconder e imitar a arquitetura real que está por baixo.
Uma aldeia Potemkin é uma simulação: uma fachada destinada a enganar o espectador, fazendo-o pensar que está vendo a coisa real. O conceito é usado no mundo de língua russa, bem como em inglês e em outras línguas. A aldeia Potemkin pertence a um gênero de fenômenos que proliferaram no espaço pós-soviético. Esses fenômenos descrevem lacunas entre as aparências externas e as realidades subjacentes.
Disneylândia – A Disneylândia é um modelo perfeito de todas as ordens emaranhadas de simulacros com jogo de ilusões e fantasmas.
Las Vegas – a cidade publicitária absoluta.